# NGC 1182
NGC 1182 je galaksija u zviježđu Eridan.

## Vanjske poveznice
- SEDS: NGC 1182